# デイビー・バティスタ
デイビー・アレハンドロ・アルマンザー・バティスタ（Deivy Alejandro Almanzar Batista, 1988年5月7日 - ）は、プロ野球選手（内野手）。ドミニカ共和国出身。
デイヴィー・バティスタと表記されることもある。

## 経歴
2007年にカンザスシティ・ロイヤルズに入団。ルーキーリーグのドミニカン・サマーリーグ・ロイヤルズで62試合に出場した。
2008年はアリゾナリーグ・ロイヤルズでプレー。49試合で打率.317、3本塁打、21打点を記録した。
2009年はアイダホフォールズ・チュカーズでプレー。61試合で13本塁打、56打点をマークし、打率は.262だった。
2010年はA級のバーリントン・ビーズに昇格。自己最多となる108試合に出場したが、打率.236に終わった。
2011年はA+級のウィルミントン・ブルーロックスで97試合に出場したが、打率.217、2本塁打の成績だった。
2012年の埼玉西武ライオンズ秋季キャンプにアニェニル・メンドーサ、アブナー・アブレイユらとともにテスト生として参加したが、契約には至らなかった。
2013年3月11日に高知ファイティングドッグスへの入団が発表された。高知ではクリーンアップの一角となり、失策数は2年連続リーグ最多ながら、2014年はリーグ2位となる12本塁打を放った。来日して変化球の多投に遭遇し、オフの帰国時にも対応するための練習をしていたという。2015年1月31日、2014年シーズン限りで高知を退団したことが発表された。

## 詳細情報

### 年度別打撃成績
| 年 度    | 球 団    | 打 率 | 試 合 | 打 席 | 打 数 | 得 点 | 安 打 | 二 塁 打 | 三 塁 打 | 本 塁 打 | 打 点 | 三 振 | 四 球 | 死 球 | 犠 打 | 犠 飛 | 盗 塁 | 長 打 率 | 出 塁 率 | 併 殺 打 | 失 策 |
| -------- | -------- | ----- | ----- | ----- | ----- | ----- | ----- | -------- | -------- | -------- | ----- | ----- | ----- | ----- | ----- | ----- | ----- | -------- | -------- | -------- | ----- |
| 2013     | 高知     | .231  | 74    | 308   | 277   | 29    | 64    | 12       | 1        | 8        | 31    | 45    | 23    | 0     | 4     | 4     | 9     | .368     | .286     | 3        | 20    |
| 2014     | 高知     | .267  | 79    | 316   | 288   | 25    | 77    | 18       | 1        | 12       | 43    | 45    | 23    | 0     | 1     | 4     | 2     | .461     | .317     | 14       | 20    |
| 通算:2年 | 通算:2年 | .250  | 153   | 624   | 565   | 54    | 141   | 30       | 2        | 20       | 44    | 90    | 46    | 0     | 5     | 8     | 11    | .415     | .302     | 17       | 40    |

### 背番号
- 10 （2013年 - 2014年）